# Liste der Kulturdenkmäler in Gutweiler
In der Liste der Kulturdenkmäler in Gutweiler sind alle Kulturdenkmäler der rheinland-pfälzischen Ortsgemeinde Gutweiler aufgeführt. Grundlage ist die Denkmalliste des Landes Rheinland-Pfalz (Stand: 8. Februar 2023).

## Einzeldenkmäler
| Bezeichnung                                       | Lage               | Baujahr | Beschreibung                                                                                   | Bild                           |
| ------------------------------------------------- | ------------------ | ------- | ---------------------------------------------------------------------------------------------- | ------------------------------ |
| Katholisches Pfarrhaus                            | Kirchstraße 2 Lage | 1760    | Streckhof, 1760, Erweiterung 1896                                                              | weitere Bilder Fotos hochladen |
| Katholische Pfarrkirche St. Cosmas und St. Damian | Kirchstraße 4 Lage | 1895    | neugotischer Saalbau, 1895, Turm 1953; zugehörig: Kirchhof, darin Priestergrab und Wappenstein | weitere Bilder Fotos hochladen |